# 海老山町 (広島市)
海老山町（かいろうやまちょう）は、広島県広島市佐伯区の町名。丁目の無い単独町名。住居表示実施済み。郵便番号731-5134（安芸五日市郵便局管区）。

## 地理
海老山町は広島市中心部（紙屋町）から西へ約8km、同市佐伯区のほぼ南端に位置する地域。北で五日市、東で旭園、西で海老園と接し、南は海老山南に面する。北側の五日市との境にはJR西日本山陽本線が走る。町内に標高53メートルの海老山があり、公園になっている。

## 交通
- 国道2号（宮島街道）
- 広電バス東観音台線・湯来線の海老山公園前バス停[5]
- 鉄道ではJR五日市駅・広電五日市駅または佐伯区役所前駅が最寄り駅。

## 施設
- 海老山公園
- 塩屋神社
- 護国神社
- 海老山会館
- 医療法人一陽会 原田病院

## 人口・世帯数
2018年6月末の人口は900人、世帯数は347世帯。